# Centre Malesherbes
Pour les articles homonymes, voir Malesherbes (homonymie).
Le campus Malesherbes est un campus de la faculté des lettres de Sorbonne Université situé dans le 17e arrondissement de Paris. 
Le campus est situé dans l'ancien bâtiment historique d'HEC Paris, sur le boulevard Malesherbes. Il a été entièrement rénové en 1999 pour accueillir des formations de langues et lettres.
Située sur le campus de Malesherbes, la bibliothèque est spécialisée en études de langues, en littérature classique et moderne et en langues étrangères appliquées. 